# Hyperopisus bebe
Hyperopisus bebe là một loài cá mũi voi trong họ Mormyridae. Nó là loài duy nhất trong chi của nó và được chia thành hai phân loài. Loài này được biết đến từ các con sông ở miền Bắc châu Phi. Nó đạt đến chiều dài 51 cm.

## Phân loài
- Hyperopisus bebe bebe (Lacépède, 1803)
- Hyperopisus bebe occidentalis Günther, 1866